# Nothobranchius robustus
Nothobranchius robustus es una especie de pez de agua dulce de la familia de los notobranquíidos en el orden de los ciprinodontiformes.

## Morfología
Los machos pueden alcanzar los 5,5 cm de longitud total.

## Distribución geográfica
Se encuentran en ríos de África: Uganda y Tanzania.